# Pyrosoma
Pyrosoma (del grec: "foc i cos") és un gènere tunicats de la classe dels taliacis que formen colònies flotants. Normalment es troben a les capes superiors dels oceans però alguns d'elles es troben a grans fondàries. Les colònies dels pirosomes tenen la forma cilíndrica o cònica i estan compostes de centenars o milers d'individus (zooides cadascun d'una mida de pocs mil·límetres). La mida d'aquestes colònies pot ser des d'uns centímetres a diversos metres de llargada. Presenten bioluminiscència.
Estan estretament emparentats amb les salpes.

## Taxonomia

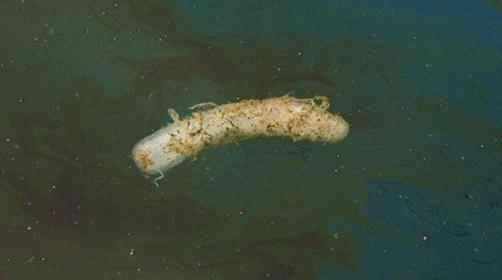
Pirosoma al Golf de Mèxic.

Segons el World Register of Marine Species:
- Pyrosoma aherniosum Seeliger, 1895
- Pyrosoma atlanticum Péron, 1804
- Pyrosoma godeauxi van Soest, 1981
- Pyrosoma ovatum Neumann, 1909
- Pyrosoma spinosum